# Perpar
Perpar je priimek več znanih Slovencev:
- Anica Perpar (*1946), pesnica
- Franc Perpar (1855—1916), rimskokatoliški duhovnik in pridigar (homilet)
- Jure Perpar (*1969), risar, stripovski avtor (= družboslovec?)
- Marija Perpar (1904—1990), kemičarka, univerzitetna profesorica
- Mateja Perpar (*1974), profesorica angleščine, prevajalka, pesnica, pisateljica in glasbenica
- Matjaž Perpar, strojnik (termodinamika, mehanika tekočin)
- Samo Perpar (*1954), slikar, likovni umetnik
- Saša Perpar, novinarka
- Stanko Perpar (1899—1966), borec za severno mejo, atlet - olimpijec, zdravnik
- Tomaž Perpar, agronom zootehnik